# Kazeem Ogunleye
Kazeem Ogunleye (Akure, 24 luglio 2006) è un calciatore nigeriano, centrocampista del Partizani Tirana.

## Carriera

### Club
Il 31 gennaio 2025 viene acquistato a titolo definitivo per 40.000 euro dalla squadra albanese del Partizani Tirana.

## Statistiche

### Presenze e reti nei club
Statistiche aggiornate al 14 agosto 2025.
| Stagione                | Squadra                 | Campionato              | Campionato | Campionato | Coppe nazionali | Coppe nazionali | Coppe nazionali | Coppe continentali | Coppe continentali | Coppe continentali | Altre coppe | Altre coppe | Altre coppe | Totale | Totale |
| Stagione                | Squadra                 | Comp                    | Pres       | Reti       | Comp            | Pres            | Reti            | Comp               | Pres               | Reti               | Comp        | Pres        | Reti        | Pres   | Reti   |
| ----------------------- | ----------------------- | ----------------------- | ---------- | ---------- | --------------- | --------------- | --------------- | ------------------ | ------------------ | ------------------ | ----------- | ----------- | ----------- | ------ | ------ |
| gen.-giu. 2023          | Plateau Utd             | NPL                     | 9          | 1          | CN              | 0               | 0               | -                  | -                  | -                  | -           | -           | -           | 9      | 1      |
| 2023-2024               | Enugu Rangers           | NPL                     | 33         | 7          | CN              | 0               | 0               | -                  | -                  | -                  | -           | -           | -           | 33     | 7      |
| 2024-gen. 2025          | Enugu Rangers           | NPL                     | 15         | 1          | CN              | 0               | 0               | CAF                | 4                  | 1                  | -           | -           | -           | 19     | 2      |
| Totale Enugu Rangers    | Totale Enugu Rangers    | Totale Enugu Rangers    | 48         | 8          |                 | 0               | 0               |                    | 4                  | 1                  |             | -           | -           | 52     | 9      |
| gen.-giu. 2025          | Partizani Tirana        | KS                      | 0+1        | 0          | CA              | 0               | 0               | UECL               | -                  | -                  | -           | -           | -           | 1      | 0      |
| 2025-2026               | Partizani Tirana        | KS                      | 0          | 0          | CA              | 0               | 0               | UECL               | 0                  | 0                  | -           | -           | -           | 0      | 0      |
| Totale Partizani Tirana | Totale Partizani Tirana | Totale Partizani Tirana | 0+1        | 0          |                 | 0               | 0               |                    | 0                  | 0                  |             | -           | -           | 1      | 0      |
| Totale carriera         | Totale carriera         | Totale carriera         | 57+1       | 9+0        |                 | 0               | 0               |                    | 4                  | 1                  |             | -           | -           | 62     | 10     |